# I'm Only Sleeping
«I'm Only Sleeping» («Només estic dormint») és una cançó de The Beatles, publicada com la tercera pista de l'àlbum Revolver. La composició s'acredita al tàndem Lennon–McCartney, tot i que el principal compositor fou John Lennon.
Lennon feu el primer esborrany de «I'm Only Sleeping» al revers d'una carta de 1966, el qual sembla tractar sobre els plaers de dormir —i no pas sobre l'eufòria que proporcionen les drogues, com tantes altres cançons seves. L'enregistrament de la cançó començà el 27 d'abril de 1966 a EMI Studios amb la gravació de la part rítmica i dos dies després es prosseguí amb l'afegiment de la primera veu. El 5 de maig George Harrison afegí la part de la doble guitarra i l'endemà es completà la cançó posant-li les segones veus.
La part més característica de la cançó és el duet de guitarra que toca Harrison, que està revertit de manera que ressembli la sensació d'un somni.

## Personal
Segons Ian MacDonald:
- John Lennon – primera veu, veu harmònica, guitarra acústica
- Paul McCartney – veu harmònica, baix
- George Harrison – veu harmònica, primera guitarra revertida
- Ringo Starr – bateria
- George Martin – producció
- Geoff Emerick – enginyeria de so